# Italienische Rassengesetze

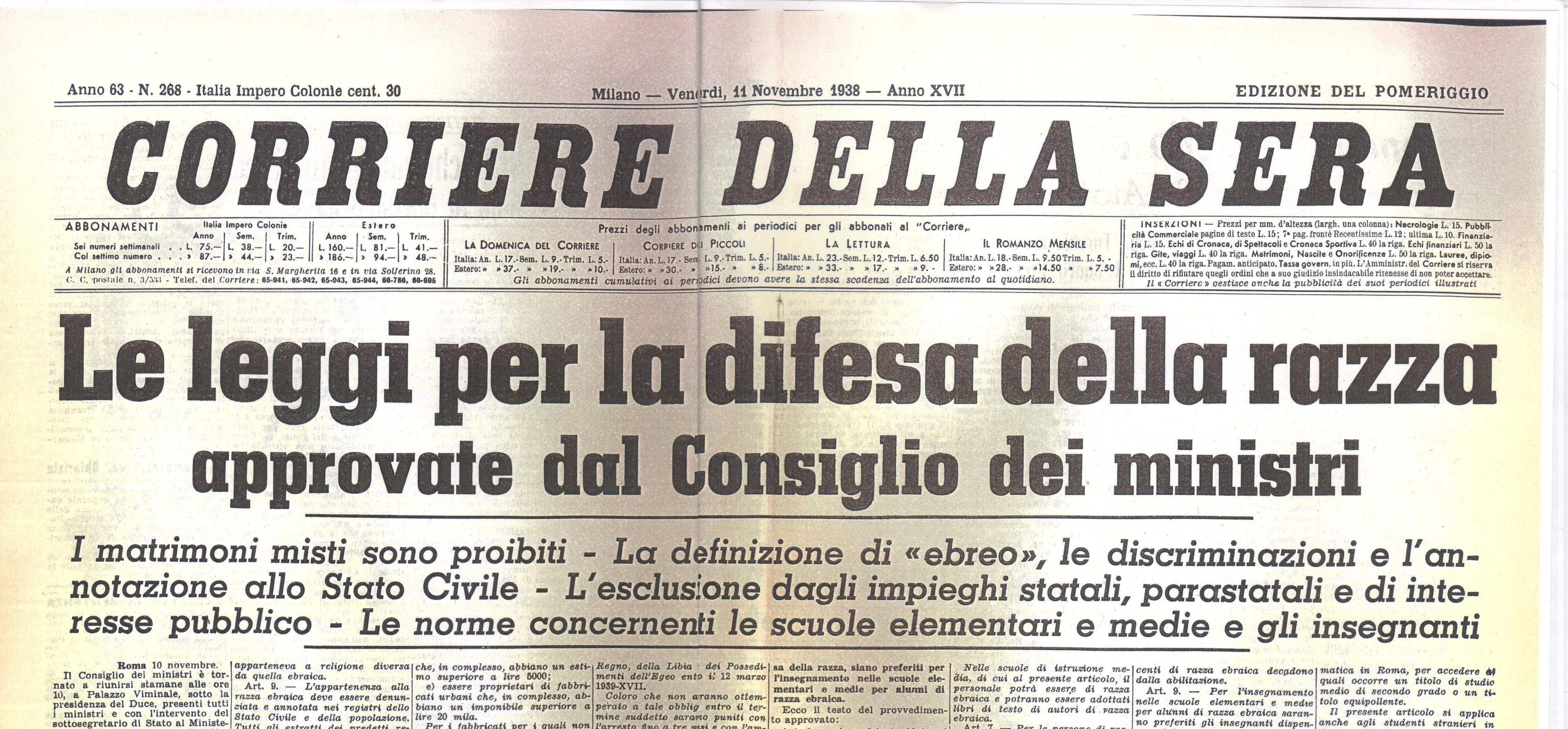
Schlagzeile im Corriere della Sera: Gesetz zum Schutz der Rasse, 11. November 1938

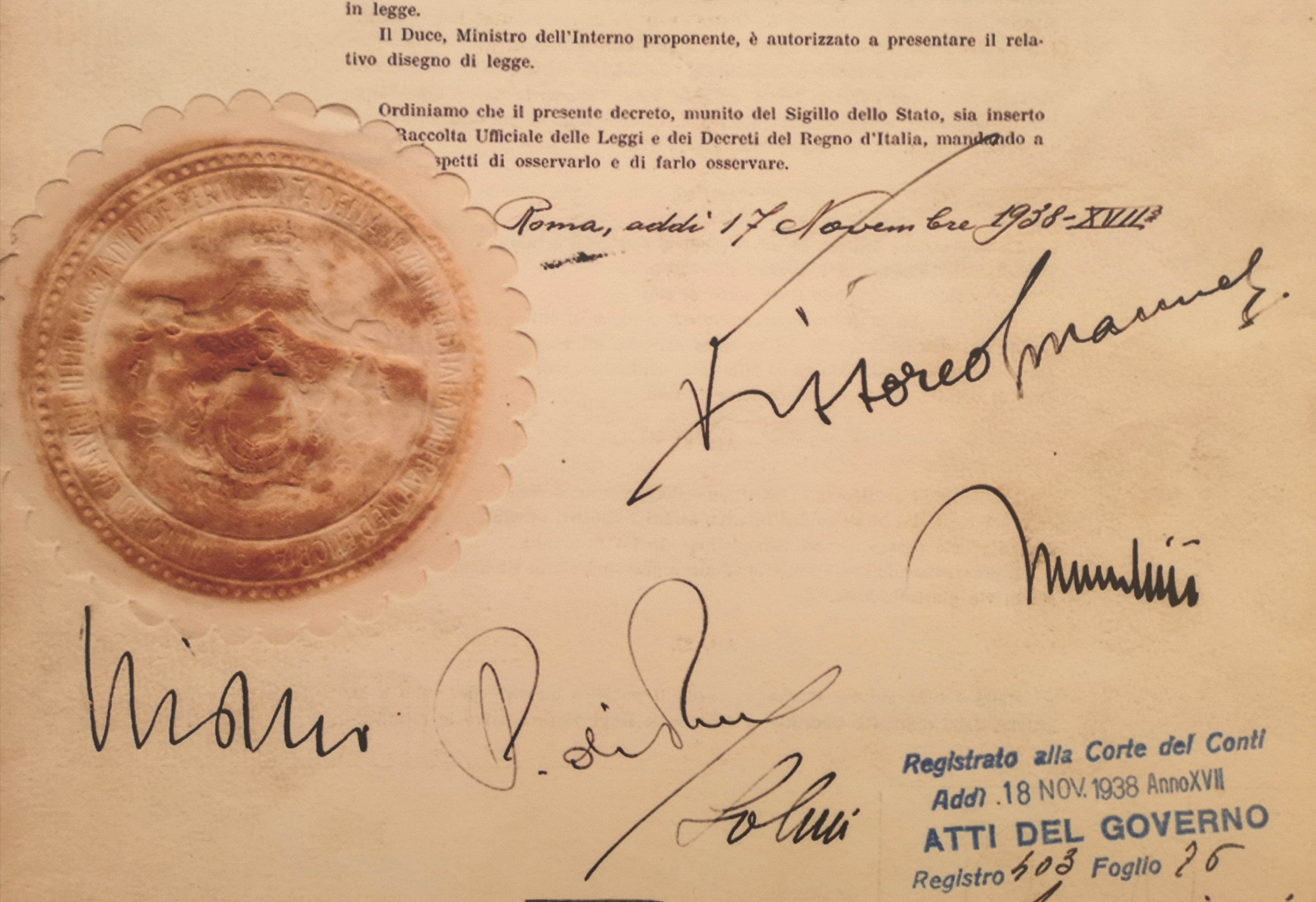
Die Unterfertigungen von Viktor Emanuel III., Mussolini, Justizminister Arrigo Solmi u. a. auf dem Erlass vom 17. November 1938

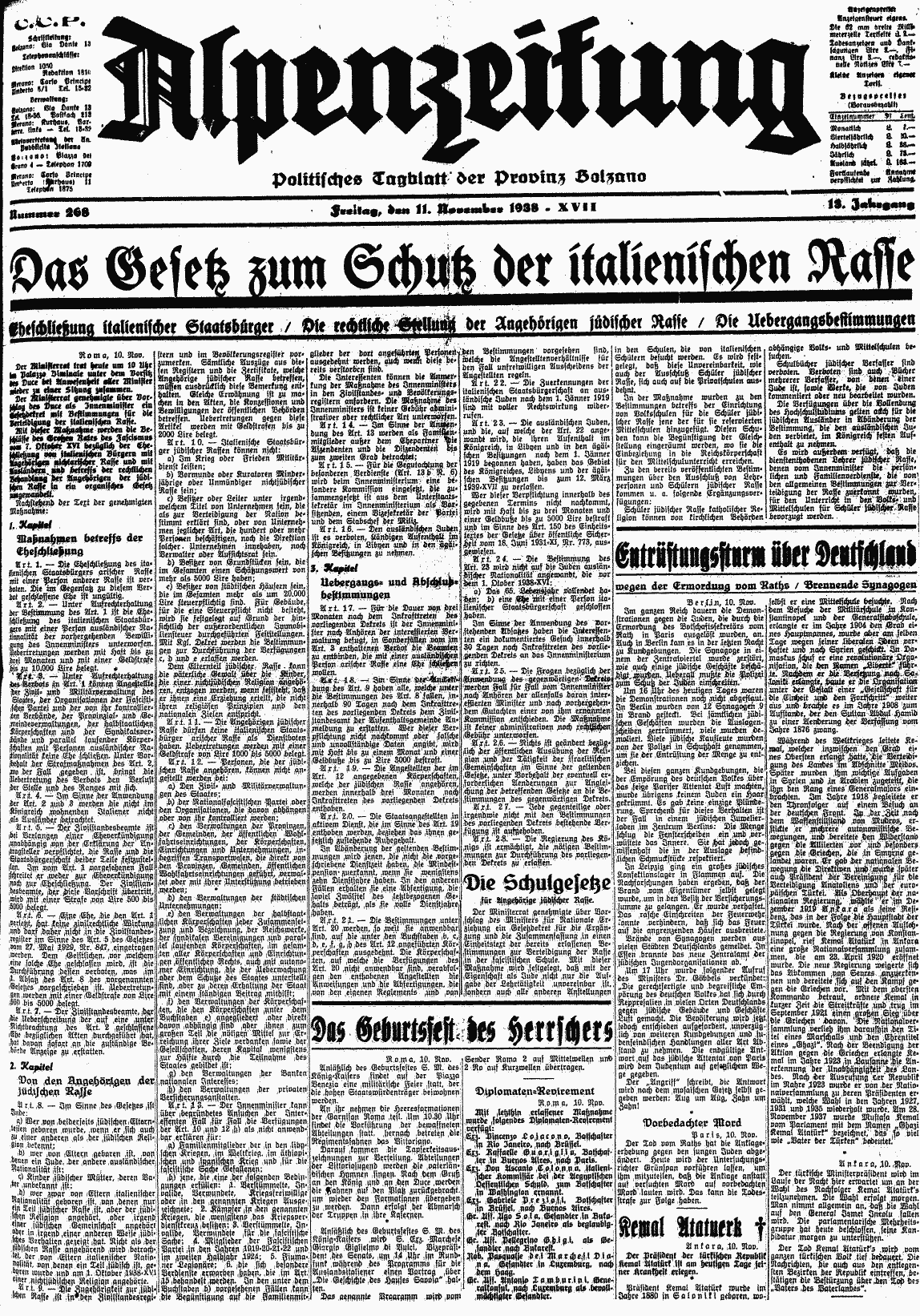
Schlagzeile der faschistischen Alpenzeitung vom 11. November 1938, mit dem deutschsprachigen Text der Bestimmungen

Die italienischen Rassengesetze (italienisch Leggi razziali) waren eine Reihe von Gesetzen, mit denen das faschistische Italien von 1938 bis 1945 die Vorstellungen von der Verteidigung der reinen italienischen Rasse durchsetzen wollte. Obwohl ein „judenfreies“ Italien nicht das Ziel des italienischen Antisemitismus war, wurden Juden gemäß Polizeianweisung Nr. 5 der Italienischen Sozialrepublik (RSI) vom 30. November 1943 verhaftet, in italienischen Konzentrationslagern interniert und größtenteils ins Vernichtungslager Auschwitz deportiert.

## Entstehungsgeschichte
Mit Abschluss der Nationalstaatsbildung 1870 waren die italienischen Juden politisch und rechtlich den anderen Bürgern gleichgestellt; zahlreiche waren assimiliert und gingen „Mischehen“ ein. Der Faschismus richtete sich zunächst nicht gegen Juden. Wann und wie der antisemitische Ansatz zustande kam, ist umstritten. Einige glauben, dass ein inhärenter Antisemitismus des Faschismus nur Zeit benötigte. Andere sehen den Abschluss der Lateranverträge mit der daraus resultierenden Sonderstellung der katholischen Kirche als bedeutenden Grund. Wieder andere sehen den Abessinienkrieg mit der folgenden kolonialen Rassentrennung, die Beteiligung Italiens am Spanischen Bürgerkrieg und die Annäherung an das Deutsche Reich als Wendepunkt an. Auch politisch-taktisches Kalkül wird angeführt. Der innere Feind (das italienische „Judentum“) sollte entweder Konsens stiften oder dessen Schicksal regimefernen Gesellschaftsgruppen als Warnung dienen.
Ab 1936 wurde in Italien eine antijüdische Stimmung durch die Presse geschürt. Im Jahre 1938 brach die faschistische Regierung radikal mit der bisherigen Praxis. Im Juli 1938 lieferte die von Mussolini beförderte Veröffentlichung des Manifests der rassistischen Wissenschaftler eine pseudowissenschaftliche Begründung für die Überlegenheit der europäischen arischen Rassen, die Reinheit der italienischen Rasse und für antisemitische Maßnahmen.

## Rassengesetze

### Königreich Italien

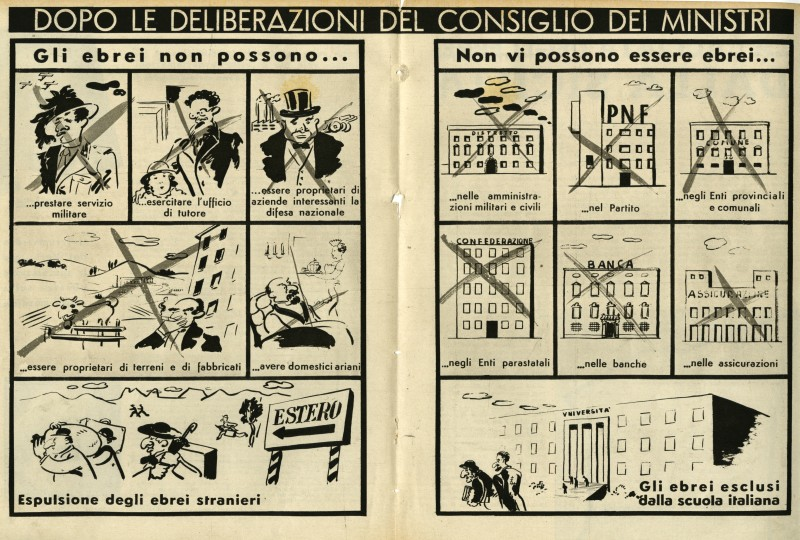
Darstellung zum Rassengesetz, erschienen in La difesa della razza, November 1938

Das darauf folgende von Mussolini und Guido Buffarini Guidi vom Innenministerium maßgeblich beeinflusste zentrale Rassengesetz vom 17. November 1938 über Maßnahmen zur Verteidigung der italienischen Rasse verfolgte bei der Definition der „Juden“ konkurrierende Ziele, ließ Zweifelsfälle bei der Rassenbestimmung, offerierte die Arisierung von Personen durch ein Rassengericht (Tribunale della Razza) und sah Übergangsregelungen für verdienstvolle Juden (discriminazione) vor. Mit Regelungen und administrativen Verschärfungen wurde der Katalog an Gesetzen und Verordnungen bis 1943 fast im Wochentakt erweitert. Juden ohne italienische Staatsangehörigkeit mussten Italien verlassen oder wurden interniert.
| DOPO LE DELIBERAZIONI DEL CONSIGLIO DEI MINISTRI | DOPO LE DELIBERAZIONI DEL CONSIGLIO DEI MINISTRI | DOPO LE DELIBERAZIONI DEL CONSIGLIO DEI MINISTRI                | DOPO LE DELIBERAZIONI DEL CONSIGLIO DEI MINISTRI    | DOPO LE DELIBERAZIONI DEL CONSIGLIO DEI MINISTRI    | DOPO LE DELIBERAZIONI DEL CONSIGLIO DEI MINISTRI    | DOPO LE DELIBERAZIONI DEL CONSIGLIO DEI MINISTRI |
| ------------------------------------------------ | ------------------------------------------------ | --------------------------------------------------------------- | --------------------------------------------------- | --------------------------------------------------- | --------------------------------------------------- | ------------------------------------------------ |
| Gli ebrei non possono …                          | Gli ebrei non possono …                          | Gli ebrei non possono …                                         |                                                     | Non vi possono essere ebrei …                       | Non vi possono essere ebrei …                       | Non vi possono essere ebrei …                    |
| … prestare servizio militare                     | … esercitare l’ufficio di tutore                 | … essere proprietari di aziende interessati la difesa nazionale | … nelle amministra– zioni militari e civili         | … nel Partito                                       | … negli Enti provinciali e comunali                 |                                                  |
| … essere proprietari di terreni e di fabbricati  | … essere proprietari di terreni e di fabbricati  | … avere domestici ariani                                        | … negli Enti parastatali                            | … nelle banche                                      | … nella assicurazioni                               |                                                  |
| Estero: Espulsione degli ebrei stranieri         | Estero: Espulsione degli ebrei stranieri         | Estero: Espulsione degli ebrei stranieri                        | Universita: Gli ebrei esclusi dalla scuola Italiana | Universita: Gli ebrei esclusi dalla scuola Italiana | Universita: Gli ebrei esclusi dalla scuola Italiana |                                                  |

| NACH DEN BERATUNGEN DES MINISTERRATS            | NACH DEN BERATUNGEN DES MINISTERRATS            | NACH DEN BERATUNGEN DES MINISTERRATS                                              | NACH DEN BERATUNGEN DES MINISTERRATS                             | NACH DEN BERATUNGEN DES MINISTERRATS                             | NACH DEN BERATUNGEN DES MINISTERRATS                             | NACH DEN BERATUNGEN DES MINISTERRATS |
| ----------------------------------------------- | ----------------------------------------------- | --------------------------------------------------------------------------------- | ---------------------------------------------------------------- | ---------------------------------------------------------------- | ---------------------------------------------------------------- | ------------------------------------ |
| Juden dürfen nicht …                            | Juden dürfen nicht …                            | Juden dürfen nicht …                                                              |                                                                  | Dort dürfen keine Juden sein …                                   | Dort dürfen keine Juden sein …                                   | Dort dürfen keine Juden sein …       |
| … Militärdienst leisten                         | … den Beruf eines Lehrers ausüben               | … Inhaber von Unternehmen sein, die an der nationalen Verteidigung beteiligt sind | … in militärischen und zivilen Verwaltungen                      | … in Parteien                                                    | … in regionalen und kommunalen Institutionen                     |                                      |
| … Eigentümer von Grundstücken und Gebäuden sein | … Eigentümer von Grundstücken und Gebäuden sein | … arische Hausangestellte beschäftigen                                            | … in halbstaatlichen Institutionen                               | … in Banken                                                      | … in Versicherungen                                              |                                      |
| Ausland: Ausweisung von ausländischen Juden     | Ausland: Ausweisung von ausländischen Juden     | Ausland: Ausweisung von ausländischen Juden                                       | Universität: Juden sind von italienischen Schulen ausgeschlossen | Universität: Juden sind von italienischen Schulen ausgeschlossen | Universität: Juden sind von italienischen Schulen ausgeschlossen |                                      |

In Italienisch-Libyen wurden die Vorschriften weniger streng angewendet, da der dortige italienische Gouverneur Italo Balbo den wirtschaftlichen Beitrag der Juden in der Kolonie nicht gefährden wollte. Diese Politik setzte sich auch nach dessen Tod 1940 noch fort.

### Reihenfolge der Gesetze
- 5. September 1938, R.D.L. n. 1390 – Provvedimenti per la difesa della razza nella scuola; Maßnahmen zur Verteidigung der Rasse in der Schule.[10]
- 7. September 1938, R.D.L. n. 1381 – Provvedimenti nei confronti degli ebrei stranieri; Ausweisung „ausländischer Juden“ und Entzug der nach dem 1. Januar 1919 erworbenen Staatsbürgerschaft.[11]
- 10. September 1938 – Dekret zur Bildung eines Rassengerichts (Tribunale della Razza) unter Leitung von Gaetano Azzariti[12]
- 22. September 1938 – Ehrenhafte Entlassung jüdischer Offiziere aus dem Militärdienst.[11]
- 15. November 1938, R.D.L. n. 1779 – Integrazione e coordinamento in testo unico delle norme già emanate per la difesa della razza nella scuola italiana – Entlassung aller jüdischen Professoren, Lehrer, Schüler und Studenten von den Schulen und Universitäten.[11]
- 17. November 1938, R.D.L. n. 1728 – Provvedimenti per la razza italiana; Maßnahmen zur Verteidigung der italienischen Rasse – Definition von „Jude“, Meldepflicht, Verbot der Eheschließung mit Juden, Entlassung aus Verwaltung und Militär, Begrenzung von Immobilieneigentum u. a.[13][11]
- 21. November 1938 – Juden dürfen nicht mehr Mitglied in der faschistischen Partei sein.[11]
- 9. Februar 1939, R.D.L. 126 – Die Verordnung verfügt die Konfiszierung von jüdischen Immobilien, Gesellschaften und Geschäften und die Kompensationsleistungen des italienischen Staates, geregelt über die Ente Gestione e Liquidazione Immobiliare, abgekürzt EGELI.[11]
- 20. Juni 1939 – Juden dürfen nicht mehr als Anwälte, Notare, Wirtschaftsprüfer, Ärzte, Zahnärzte, Hebammen, Chemiker, Apotheker, Architekten, Journalisten, Unternehmensberater usw. arbeiten.[11]
- 29. Juni 1939, R.D.L. n. 1055 – Regelung zur Verwendung jüdischer und arischer Namen.[11]
- 13. Juli 1939, R.D.L. n. 1024 – Juden können sich vor einem speziellen Komitee arisieren lassen.[11]
- 11. Mai 1942 DemoRazza-Zirkular 31999 – Einführung des obligatorischen Arbeitsdienstes[14][15]

### Aufhebung der Rassengesetze
Am 20. Januar 1944 stellte die Regierung Badoglio mit königlichem Dekret n. 25 die politischen und zivilen Rechte der Juden wieder her, die ihnen aberkannt worden waren. Das R.D.L. n. 26 vom 26. Januar 1944 regelte die Rückgabe des früheren jüdischen Eigentums, wurde aber erst nach der Befreiung Roms am 20. Oktober 1944 in Kraft gesetzt, da die Juden in den von Deutschland besetzten Gebieten Vergeltungsaktionen ausgesetzt worden wären.

### Italienische Sozialrepublik
Nach dem Waffenstillstand von Cassibile im September 1943 erfolgte die deutsche Besetzung Italiens. Unter Mussolini wurde der Satellitenstaat Italienische Sozialrepublik (Repubblica Sociale Italiana, RSI) errichtet. Am 14. November 1943 wurden auf dem ersten Parteitag der neu konstituierten republikanisch-faschistischen Partei in Verona unter Punkt 7 im Manifest von Verona alle Angehörigen der jüdischen Rasse zu Ausländern erklärt, die während des laufenden Krieges als Staatsfeinde zu betrachten seien. Der Innenminister der Republik Guido Buffarini Guidi verfügte mit der Polizeiweisung Nr. 5 vom 30. November 1943 die Verhaftung aller Juden durch die italienischen Behörden und deren Einweisung in Konzentrationslager.

### Gesetze in der RSI
- 10. Januar 1944, DLD n. 2: Neue Verordnung bezüglich der Besitztümer, die von Bürgern jüdischer Rasse besessen werden – Verfall aller Vermögenswerte an den Staat.[19] Kam der vollständigen Enteignung aller italienischen und ausländischen Juden und die Verwertung ihres Vermögens gleich.[20]
- 31. März 1944, DLD n. 109: Neuordnung des EGELI.[21]
- 16. April 1944, DM n. 136: Umwandlung des DemoRazza und Ausgliederung der Rassenabteilung.[22]
- 18. April 1944, DLD n. 171: Istituzione dell'Ispettorato Generale per la razza – Errichtung des Generalinspektorats für die Rasse unter Leitung von Giovanni Preziosi.[23]